# 施作霖
施作霖（1955年—），福建长乐人，汉族，中华人民共和国政治人物、第十一届全国人民代表大会福建地区代表。
毕业于福建医学院医疗专业。加入农工党。担任福建省妇幼保健院院长。2008年起担任全国人大代表。

## 延伸阅读
[在维基数据编辑]